# لیگ برتر فوتبال افغانستان فصل ۱۳۹۴
لیگ برتر فوتبال افغانستان ۱۳۹۴ چهارمین فصل از بازی‌های لیگ برتر فوتبال افغانستان است، لیگ برتر افغانستان یک لیگ فوتبال باشگاهی است که در سال ۱۳۹۱ تأسیس شده‌است. در فینال، باشگاه فوتبال بازان سپین غر قهرمانی فصل را از آن خود کرد.